# Ettore Scola
Ettore Scola (Trevico, 10 de maio de 1931 - Roma, 19 de janeiro de 2016) foi um dos mais importantes diretores italianos de cinema.
Estudou Direito em Roma, passando depois ao jornalismo e ao rádio. Ali travou conhecimento com gente do cinema para os quais começou a trabalhar como argumentista, o que fez entre 1954 a 1963. Neste período, em parceria com Ruggero Maccari, escreveu argumentos para Antonio Pietrangeli e Dino Risi.
Sua estreia como realizador deu-se em 1964, com a comédia Fala-se de mulheres. Seguiram-se outros filmes, como Nós que nos amávamos tanto, de 1974, que ganhou o Prêmio César de melhor filme estrangeiro.
Nos últimos anos de vida deixou de fazer filmes de ficção, tendo passado a colaborar em documentários coletivos com evidente posicionamento político, como "Um outro mundo é possível", sobre o G8 em Génova, e "Cartas da Palestina", sobre o conflito nos territórios ocupados.
Morreu em Roma em 19 de janeiro de 2016, após alguns dias em coma, no Hospital Policlínico.

## Filmografia
- 1964 - Se permettete parliamo di donne (Fala-se de mulheres)
- 1965 - La congiuntura (Por milhão de dólares) (Tempos Difíceis)
- 1965 - Pesadelo de ilusões (Thrilling)
- 1966 - L'arcidiavolo (Os Amores de um demônio) (O Diabo Encarnado)
- 1968 - Riusciranno i nostri eroi a ritrovare l'amico misteriosamente scomparso in Africa? (Perdidos na África) (Um Italiano em Angola)
- 1969 - Il commisario Pepe (O Comissário Pepe)
- 1970 - Dramma della gelosia (tutti i particolari in cronaca) (br: Ciúme à italiana / pt: Ciúme, Ciúmes e Ciumentos)
- 1971 - Permette? Rocco Papaleo (Rocco Papaleo)  (Um Italiano em Nova-Iorque)
- 1972 - Festival dell'Unità 1972
- 1972 - La più bella serata della mia vita  (A Mais Bela Noite da Minha Vida)
- 1973 - Festival Unità
- 1973 - Trevico-Torino: Viaggio nel Fiat-Nam
- 1974 - C'eravamo tanto amati (Nós que nos amávamos tanto)  (Tão Amigos que Nós Éramos)
- 1975 - Carosello per la campagna referendaria sul divorzio
- 1976 - Brutti, sporchi e cattivi (br: Feios, sujos e malvados / pt: Feios, Porcos e Maus)
- 1976 - Signore e signori, buonanotte (Senhoras e senhores, boa-noite)
- 1977 - I nuovi monstri (Os Novos Monstros) - colectivo
- 1977 - Una giornata particolare (Um Dia Muito Especial)
- 1980 - La terrazza (O Terraço)
- 1981 - Passione d'amore  (Fosca, Paixão de Amor)
- 1982 - La nuit de Varennes (Casanova e a Revolução)
- 1982 - Vorrei che volo
- 1983 - Le bal (O Baile)
- 1984 - L'addio a Enrico Berlinguer - documentário
- 1985 - Maccheroni
- 1987 - Imago urbis
- 1987 - La famiglia (A Família)
- 1988 - Splendor (Splendor)
- 1989 - Che ora é?
- 1991 - Il viaggio di Captan Fracassa (A Viagem do Capitão Tornado)
- 1993 - Mario, Maria e Mario (Mario, Maria e Mario)
- 1995 - Romanzo di un giovane povero (A história de um jovem homem pobre)
- 1997 - I corti italiani
- 1998 - La cena (O Jantar)
- 2001 - Concorrenza sleale (Concorrência desleal)
- 2001 - Un altro mondo è possibile
- 2002 - Lettere dalla Pallestina
- 2003 - Gente di Roma
- 2013 - Que Estranho Chamar-se Federico

## Prêmios e indicações
Prêmio César
- Venceu nas categorias de melhor diretor por O Baile, e Melhor Filme estrangeiro por Nós que nos amávamos tanto e Um dia muito especial.
- Indicado na categoria de Melhor Filme por O Baile.

Festival de Cannes
- Venceu nas categoria de Melhor Diretor por Feios, sujos e malvados, e Melhor Roteiro por O terraço.
- Indicado à Palma de Ouro por La nuit de Varennes em 1982 (França)

Festival de Berlim
- Recebeu o Urso de Prata por O Baile.

Prêmio David di Donatello 1983 (França)
- Venceu nas categorias de melhor roteiro (Ettore Scola e Sergio Amidei) por La nuit de Varennes

European Film Awards
- Indicado na categoria de Melhor Roteiro por Concorrência desleal.